# Rajon Buda-Kaschaljowa

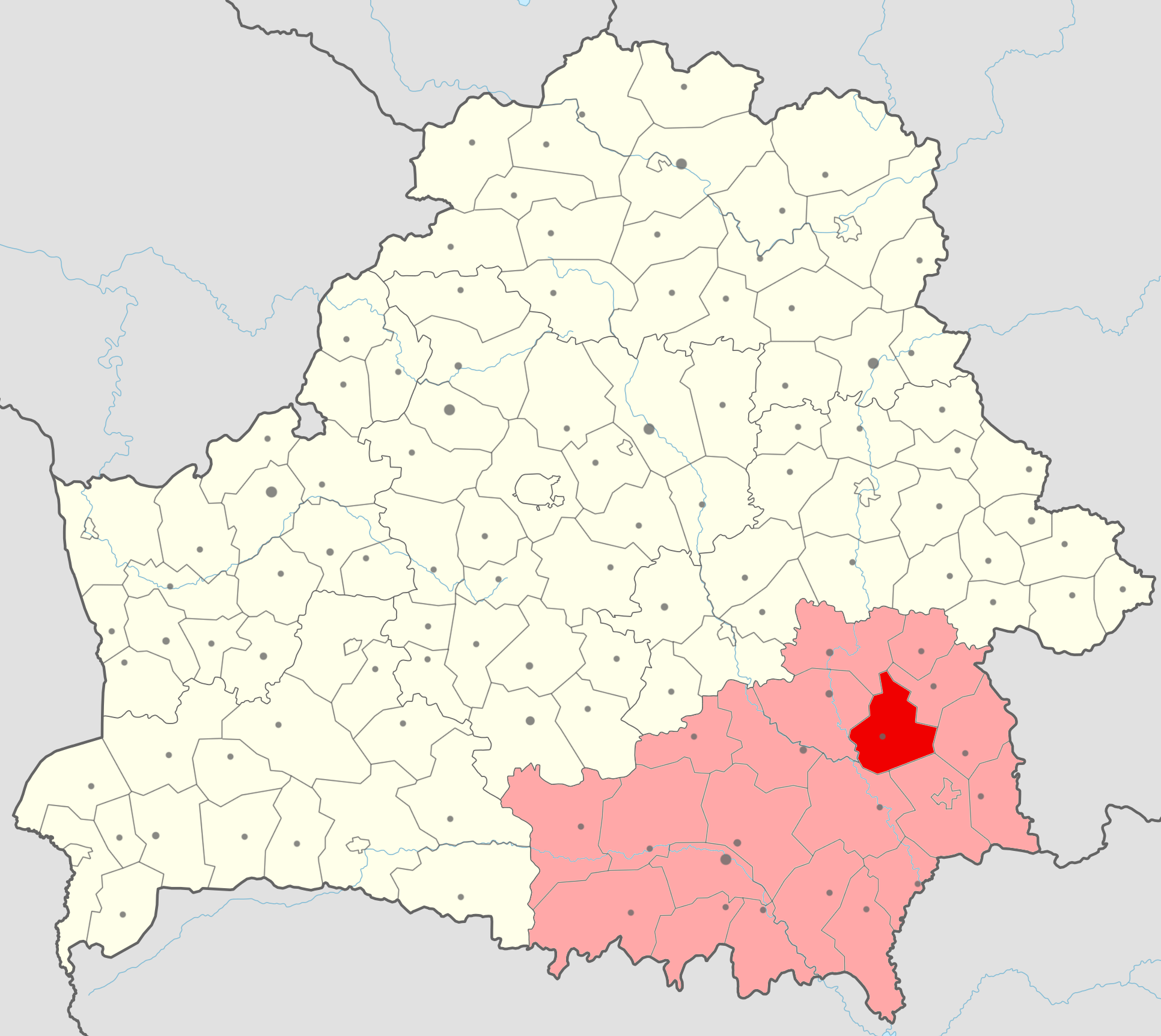
Rajon Buda-Kaschaljowa, Karte

Der Rajon Buda-Kaschaljowa (belarussisch Буда-Кашалёўскі раён; russisch Буда-Кошелёвский район) ist eine Verwaltungseinheit in der Homelskaja Woblasz in Belarus mit dem administrativen Zentrum in der Stadt Buda-Kaschaljowa. Der Rajon hat eine Fläche von 1604 km² und umfasst 269 Ortschaften.

## Geographie
Der Rajon Buda-Kaschaljowa liegt im Nordosten der Homelskaja Woblasz. Die Nachbarrajone sind im Süden Homel, im Osten Wetka und Tschatschersk, im Norden Rahatschou und im Westen Schlobin und Retschyza.